# E-xecutive.ru
E-xecutive.ru (произносится экзе́кьютив точка ру) — первое в Рунете бизнес-Сообщество для менеджеров высшего и среднего звена, а также ежедневное деловое издание для управленцев (Свидетельство о регистрации СМИ Эл NФС 77-38751.). Ежемесячный трафик проекта по данным Google Analytics составляет около 0,5 млн посетителей. По состоянию на 1 июня 2016 года объединяет более 300 тысяч менеджеров из России и других стран.
.

Сообщество объединяет менеджеров, общающихся на русском языке .

На E-xecutive.ru регистрация участников происходит под подлинными именами. Данные проверяются модераторами вручную. Для вступления в Сообщество действует ценз: не менее двух лет опыта руководящей работы.

## Функции
E-xecutive.ru позволяет создавать профиль с фотографией и информацией об участниках Сообщества. Функциональность включает форумы, обмен личными сообщениями, функциональность социальной сети. Участники Сообщества могут самостоятельно публиковать на ресурсе свои статьи. Компании и организации в формате 2.0 выкладывают информацию о своих новостях.

## Контентная политика
E-xecutive.ru размещает порядка 1200 материалов в год, из них около 80% публикуемых текстов написано участниками Сообщества, 20 % — редакционные материалы. Тематические направления портала: бизнес-образование, менеджмент, маркетинг, карьера, финансы. В базе данных E-xecutive.ru по состоянию на 1 июня 2016 года насчитывается около 10 тыс. публикаций по этим темам.

## История развития проекта
2000-2005 год

Агентство Executive Search (подбора кадров высшего руководящего звена) Ward Howell International принимает решение об организации первого в Рунете онлайн-сообщества управленцев. Проект возглавляют Юрий Барзов и Наталия Моисеенкова. Менеджеры получают членство в Сообществе по личному приглашению основателей. Ресурс становится онлайновым элитным клубом руководителей высшего звена.
2006 год

E-xecutive.ru отделяется от Ward Howell International и начинает жизнь самостоятельного бизнеса , во главе компании — Юрий Барзов.

Проект заключает соглашение о партнерстве с крупнейшим в мире международным соревнованием по стратегическому управлению в режиме бизнес-симуляции Global Management Challenge .
2007-2008 год

Проект приобретен издательским домом B2B Media (OOO «Бизнес Медиа Коммуникации»)[]. Юрий Барзов и Наталия Моисеенкова покидают E-xecutive и развивают другие онлайновые бизнесы, часть команды уходит, чтобы продолжить работать с кем-либо из них.

Владельцы выделяют средства на реорганизацию портала. В качестве системы управления контентом выбран продукт 1С-Битрикс. Произведен перезапуск E-xecutive.ru на новой платформе.
2009 год

Владельцы E-xecutive.ru проходят процедуру банкротства. Офис компании, где работает и команда E-xecutive.ru, арестован. Команда проекта работает в условиях неопределенности, поддерживая работоспособность сайта и его сервисов, и одновременно ведет переговоры с потенциальными покупателями ресурса. В итоге ресурс приобретается группой частных лиц и получает новые источники финансирования .

Команда проекта вместе с инициативной группой участников Сообщества организует заседания Дискуссионного клуба E-xecutive.ru — очные встречи участников Сообщества в формате бизнес-завтраков, семинаров, конференций 
2010 год

E-xecutive.ru проводит первый в своей истории вебинар, спикером стал эксперт по новым медиа Антон Попов.

Запускается функциональность традиционных социальных сетей — у участников Сообщества появляется возможность создавать группы по интересам и устанавливать контакты (добавлять друг друга в друзья) .

C сентября 2010 реализуется офлайн проект «Интеллектуальные вечеринки», где собравшиеся играют в спортивную версию игры Что? Где? Когда?
2015 год
3 октября 2015 года E-xecutive.ru запускает новый сайт с современным дизайном и удобным пользовательским интерфейсом. Разработка нового E-xecutive.ru заняла около 1,5 лет. Новый сайт разработан на языке программирования Ruby (фреймворк Ruby on Rails), что позволяет быстро реализовывать функциональность, необходимую сообществу.

## Критика
В результате перехода в 2008 году на 1C-Битрикс функциональность была изменена, некоторые сервисы получили новый вид. В частности, на новой версии сайта не поддерживается древовидная структура форумов. По этой причине все дискуссии, проводившиеся на E-xecutive с 2000 по 2007 год, не были перенесены на новую версию портала. Это вызвало волну возражений среди участников Сообщества в первый месяц после смены системы управления контентом, 30 человек вышли из Сообщества в знак протеста.
Кандидаты на вступление в Сообщество жалуются на длительность премодерации: проверка данных кандидата может занимать до 2 недель.